# 三溴化铂
三溴化铂是一种铂的溴化物，化学式 PtBr3。

## 制备
三溴化铂可以由二溴化铂和溴反应而成。

## 性质
三溴化铂是一种黑色固体，会被水攻击，微溶于酒精，不溶于乙醚。它是三方晶系的，空间群 R3 (No. 148)，晶格参数 a = 2231.8 pm和c = 903.4 pm 。在20世纪初，它被Lothar Wöhler合成和研究。